# Castello di Pont-Saint-Martin
Das Castello di Pont-Saint-Martin, auch Castellaccio oder Castello vecchio genannt, ist die Rune einer Höhenburg auf einer Moräne über dem Ort Pont-Saint-Martin im Aostatal. Die Burg liegt auf der orographisch rechten Seite des Lystals in einer strategisch wichtigen Lage im Sichtkontakt zum Torre di Pramotton, mit dem Lichtsignale ausgetauscht werden konnten. Die vor Jahrhunderten schon aufgegebene Burg ist heute Ziel für Spaziergänger und Wanderer.

## Beschreibung
Auf der in Ruinen liegenden Ostseite lag einst der Bergfried mit einem sechseckigen Grundriss, eine für die Burgen des Aostatals unübliche Form, die aber vergleichbar mit der des benachbarten Torre di Pramotton und laut Francesco Corni von den britischen Burgen Caernarfon Castle und Arundel Castle inspiriert ist. Diese ursprüngliche Kernburg war wenig komfortabel und für Wohnzwecke ungeeignet; sie wurde nur gelegentlich und nur im Falle der Belagerung genutzt.

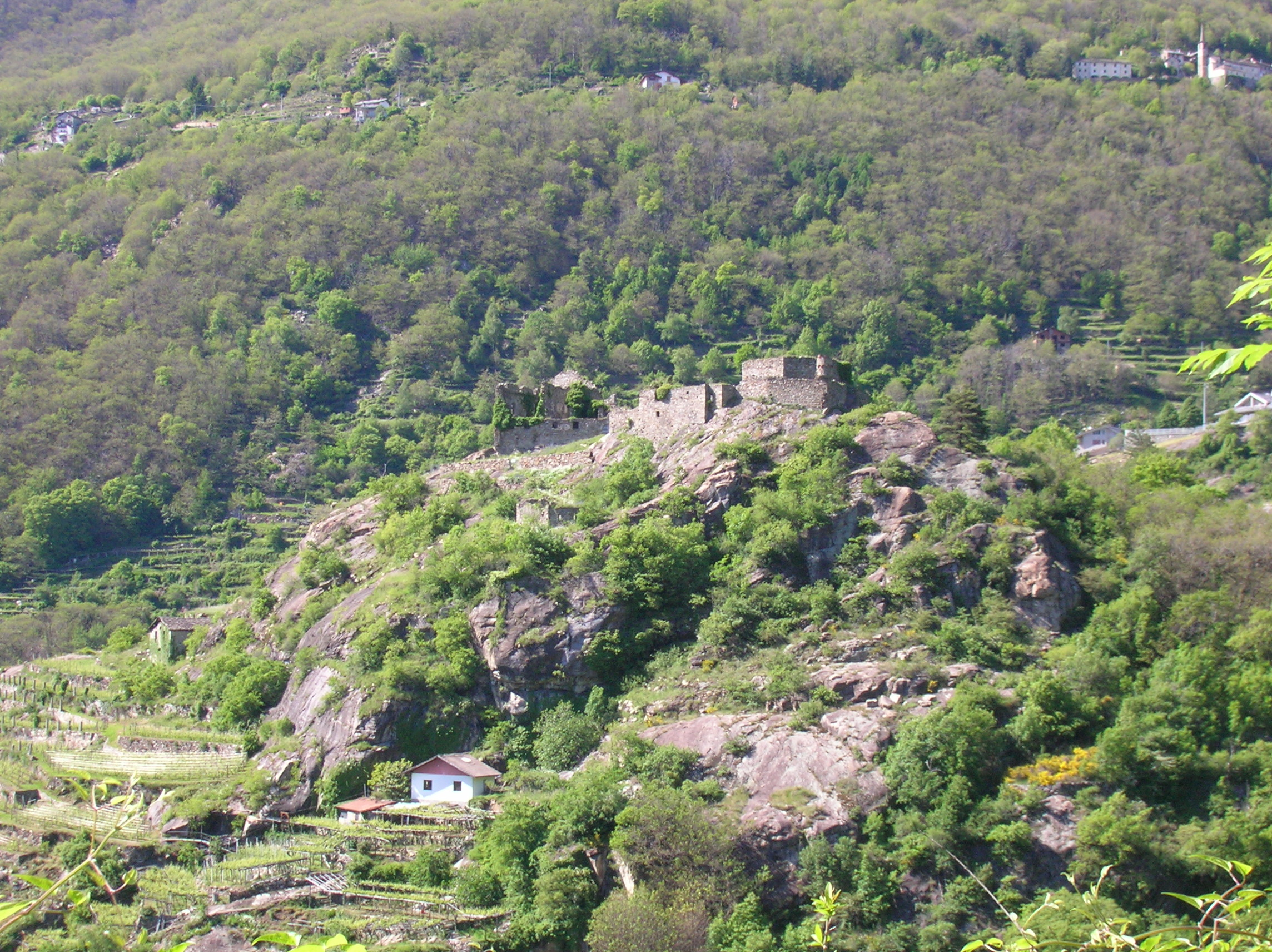
Die Burg von oben

Angepasst an die Form des Felsvorsprungs, der im Quartär von Gletschern geglättet wurde und nach Osten abfällt, haben die Umfassungsmauern eine unregelmäßige Form und öffnen sich auf der Südseite zu einem Eingang hin, der in Verbindung mit dem engen und obligatorischen Zugang leicht zu kontrollieren ist.
Im Inneren der Umfassungsmauer kann man noch auf der Westseite die als Wohnstatt genutzten Bereiche wie die Kapelle und die Küche ausmachen; von letzterer ist ein Kuppelgewölbe mit einem Loch in der Mitte übrig geblieben, das als Rauchabzug des Kamins diente, und in seiner Form und Größe dem im Schloss Introd erhaltenen entspricht. An einer Ecke der Burg erhebt sich eigenartigerweise ein kleiner, hervorstehender, zylindrischer Turm, verziert mit einer Reihe von Blendarkaden, die Ähnlichkeiten mit dem dekorativen Stil von Burgen des Piemont zeigen, die Anfang des 15. Jahrhunderts errichtet wurden.
Abgesehen von diesen Details ist die Beschreibung der Burg von Charles Passerin d’Entrèves immer noch zutreffend:

„Von den zahlreichen Gebäuden blieben nur unförmige Trümmer, wenige Reste zerbrochener Mauern, die die Vegetation im Laufe der Jahrhunderte an zahlreichen Stellen nieder gerungen und überwuchert hat.“

Grundriss der Burg Pont-Saint-Martin (Foto von Carlo Nigra)
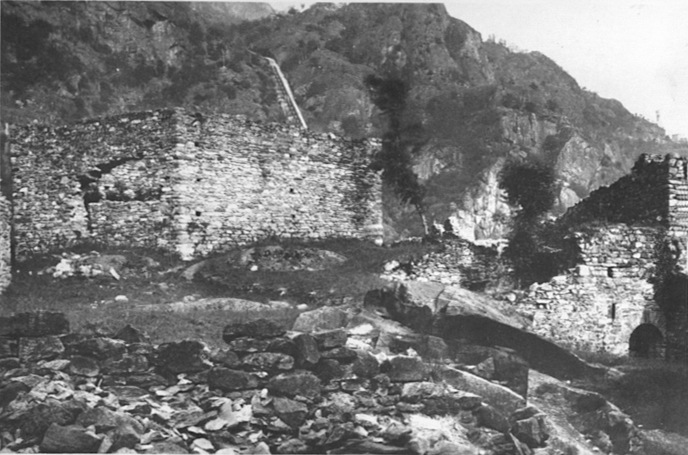
Inneres und sechseckiger Turm (Foto von Carlo Nigra)
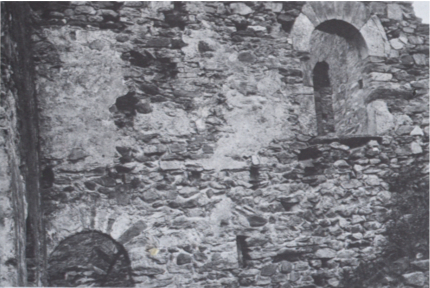
Inneres des westlichen Teiles der Burg (Foto von Carlo Nigra)

## Geschichte
Die Burg gehörte der Adelsfamilie Pont-Saint-Martin, einer Nebenlinie der Familie Bard, die unter diesem Namen am 19. Juli 1214 hervorging, als die Brüder Hugues de Bard und Guillaume de Pont-Sain Martin sich einigten, die Familiengüter zu teilen, und ihre Besitztümer unabhängig voneinander gemacht wurden: Guillaume erbte die Besitzungen von Pont-Saint-Martin und Arnad, aber kurze Zeit später sollte das Lehen Arnad an die Vallaises fallen, wogegen das Lehen Bard an den Bruder Hugues ging. Die Savoyer versuchten, sich beide Lehen anzueignen, konnten aber nur die Ländereien von Hugues de Bard erobern. Bis 1337 wollten die Erben von Guillaume sich nicht den Grafen unterwerfen und griffen mehrmals die Festung von Bard an.

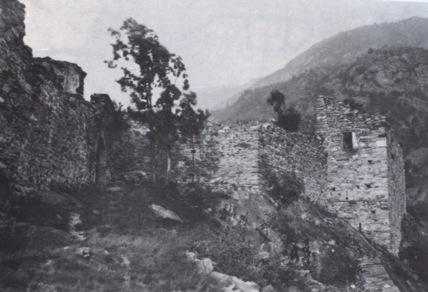
Der südliche Eingang zur Burg (Foto von Carlo Nigra)

Es gibt keine sicheren Aufzeichnungen über den Bau der Burg, die vermutlich im Laufe des 14. Jahrhunderts in mehreren Bauphasen errichtet wurde, auch wenn einige Autoren ihre Ersterrichtung auf das 12. Jahrhundert datieren.
1447 wurde Antoine de Pont-Saint-Martin für kurze Zeit von Herzog Amadeus VIII. von Savoyen wegen eines Streites zwischen den beiden enteignet. Als die Burg wieder in der Hand der Savoyer war, verfiel sie schon 1460 zu einer Ruine, als die Söhne von Antoine – Bertrand, Jacques, Ardisson und François de Pont-Saint-Martin – die Savoyer baten, die Burg wiederaufbauen zu können. 1466 kam die Burg in die Hände der Familie zurück und es ist wahrscheinlich, dass sie sie ab dieser Zeit wieder aufbauen ließen.
Vermutlich im 16. Jahrhundert wurde die Burg zugunsten des Ansitzes Casaforte di Pont-Saint-Martin im Ortskern von Pont-Saint-Martin aufgegeben, als infolge der Verfeinerung der Sitten die Höhenburg zu ungemütlich und ungeeignet für die neuen Bedürfnisse der Herren wurde. Durch die schlechte Lebensführung von Hercule de Pont-Saint-Martin, der alle Familiengüter belieh, wurde die Familie endgültig ruiniert.
Die Gemeindeverwaltung möchte das Burgareal aufwerten und durch den Ankauf von Privatgrundstücken die Baustruktur und den Zugangsweg sanieren und absichern.

## Legende

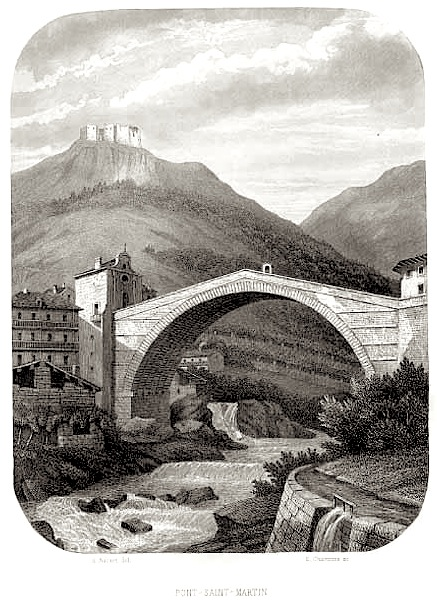

Die Bards, zu denen die Herren von Pont-Saint-Martin gehören, sind unter den Familien des Aostatals als die grausamste und gewalttätigste in Erinnerung geblieben, und die Burg Pont-Saint-Martin ist ein symbolträchtiger Ort des Schreckens geblieben. Eine Legende fasst diese Aspekte zusammen: Man erzählt sich, dass auf Geheiß des grimmigen Burgherrn, des Herrn von Pont-Saint-Martin, ein blühendes Mädchen aus Perloz entführt und im höchsten Turm der Burg eingesperrt wurde. Die Adelsfamilie Pont-Saint-Martin war wegen ihres Reichtums berühmt, der aus der Maut stammte, die sie von denen erhoben, die die Brücke passierten, der einzige Weg durch das Tal und damit in die Schweiz und nach Frankreich.

## Zugang
Wenn man den Ort Pont-Saint-Martin verlässt und die römische Brücke hinter sich lässt, geht man eine Weile auf dem Saumpfad Richtung Perloz und Kloster Notre-Dame-de-la-Garde, biegt dann nach rechts ab und nimmt einen steilen Weg durch die Weinberge. In weniger als einer halben Stunde erreicht man die Ruinen der Burg.